# Association internationale de sémiotique visuelle
L'Association internationale de sémiotique visuelle (acronyme AISV-IAVS) réunit des chercheurs et des spécialistes internationaux dans le domaine de la sémiotique qui s’intéressent aux images et, plus généralement, à la signification visuelle, sans privilégier aucune interprétation de la sémiotique, et sans favoriser une tradition quelconque. Les trois langues officielles de l'association sont l'anglais (International Association for Visual Semiotics), le français et l'espagnol (Asociación Internacional de Semiótica Visual). L'AISV-IAVS a été fondée en 1989 à Blois, France, où a eu lieu son premier congrès en 1990. À ce moment, le nom de l'AISV était Association internationale de sémiologie de l’image, mais sa raison sociale a changé en 1992. 

## Des congrès
Après le congrès de fondation de Blois, le deuxième congrès de l’AISV a eu lieu à Bilbao en 1992, tandis que le troisième congrès fut intégré au congrès de l’AIS-IASS (Association internationale de sémiotique, International Association for Semiotic Studies) à Berkeley en 1994. Les congrès suivants ont eu lieu à São Paulo (1996), Sienne (1998), Québec (2001), Mexico (2003), Lyon (2004, intégré au congrès de l’AIS), Istanbul (2007), Venise (2010), Buenos Aires (2012), Liège (2015) et Lund (2019). 
L’AISV a organisé aussi des sessions/rencontres avec l’Association internationale de sémiotique de l’espace, notamment lors du congrès de l’AIS tenu à Dresde, en Allemagne, en octobre 1999. D’autres sessions conjointes ont eu lieu pendant le congrès de l’AISV à Québec. L’AISV a également organisé des sessions de sémiotique visuelle lors du congrès de l’AIS à La Corogne (2009), et conférence régionale européenne à Lisbonne en 2011 et Urbino en 2014.

## Chronologie des congrès
| No. | année | ville, pays                       | établissement d’accueil ou de l’organisateur                                   |
| --- | ----- | --------------------------------- | ------------------------------------------------------------------------------ |
| 1   | 1990  | Blois, France                     | Ministère de la Culture et de la Communication et université François-Rabelais |
| 2   | 1992  | Bilbao, Espagne                   | Université du Pays basque                                                      |
| 3   | 1994  | Berkeley (Californie), États-Unis | Université de Californie, Berkeley                                             |
| 4   | 1996  | São Paulo, Brésil                 | Pontificia Universidad Católica de São Paulo                                   |
| 5   | 1998  | Sienne, Italie                    | Université de Sienne                                                           |
| 6   | 2001  | Québec, Canada                    | Université Laval                                                               |
| 7   | 2003  | Mexico, Mexique                   | Tecnológico de Monterrey                                                       |
| 8   | 2007  | Istanbul, Turquie                 | İstanbul Kültür Üniversitesi                                                   |
| 9   | 2010  | Venise, Italie                    | Istituto Universitario di Architettura di Venezia                              |
| 10  | 2012  | Buenos Aires, Argentine           | Université de Buenos Aires                                                     |
| 11  | 2015  | Liège, Belgique                   | Université de Liège                                                            |
| 12  | 2019  | Lund, Suède                       | Université de Lund                                                             |

## D’autres réunions ou sessions
| année | ville, pays         | organisateur                                | contexte                  |
| ----- | ------------------- | ------------------------------------------- | ------------------------- |
| 1999  | Dresde, Allemagne   | Technische Universität Dresden              | VIIe Congrès IASS-AIS     |
| 2004  | Lyon, France        | Université Lumière Lyon 2                   | VIIIe Congrès IASS-AIS    |
| 2009  | La Corogne, Espagne | Université de La Corogne                    | Xe Congrès IASS-AIS       |
| 2011  | Lisbonne, Portugal  | Fundação Calouste Gulbenkian                | Congrès européen régional |
| 2014  | Urbino, Italie      | Centro Internazionale di Scienze Semiotiche | Congrès européen régional |

## Bureau
Le président actuel de l'AISV, en poste depuis 2015, est Göran Sonesson (Université de Lund, Suède), et son secrétaire général est Maria Giulia Dondero (Université de Liège). Les présidents antérieurs ont été Michel Costantini (1989-1990), Fernande Saint-Martin (1990-1994), Jacques Fontanille (1994-1996), Ana Claudia de Oliveira (1996-1998), Paolo Fabbri (1998-2001), Jean-Marie Klinkenberg (2001-2004, 2004-2007, 2007-2010 et 2010-2012), Université de Liège, Belgique, et membre du Groupe µ, et José Luis Caivano, Université de Buenos Aires, (2012-2015).
L'Association a aussi des présidents d'honneur, qui sont Michel Costantini, Fernande Saint-Martin, Jacques Fontanille, Jean-Marie Klinkenberg.

## Chronologie des membres du bureau
| 1989-1990 (nommés à Blois) - président : Michel Costantini - secrétaire : Jean-Jacques Huby - trésorière : Geneviève Cittanova |

| 1990-1992 (élu à Blois) - présidente : Fernande Saint-Martin - vice-présidents : Göran Sonesson, Claude Gandelman, Michel Costantini - secrétaire général : Jean-Jacques Huby - secrétaire adjointe : Geneviève Cittanova - trésorier non nommé |

| 1992-1994 (élu à Bilbao) - présidente : Fernande Saint-Martin - vice-présidents et secrétaires (pour le moment non distingués) : Jean-Marie Klinkenberg, Göran Sonesson, Claude Gandelman, José María Nadal |

| 1994-1996 (élu à Berkeley) - président : Jacques Fontanille - vice-présidents : Göran Sonesson, Claude Gandelman, José María Nadal, Jean-Marie Klinkenberg - secrétaire général : Michel Costantini - secrétaire exécutive : Ana Claudia Mei Alves de Oliveira - secrétaire adjointe : Kim Young Hae - délégué aux finances : Pascal Sanson |

| 1996-1998 (élu à São Paulo) - présidente : Ana Claudia Mei Alves de Oliveira - vice-présidents : Oscar Steimberg, Michel Costantini - secrétaire générale : Lucia Corrain - secrétaire adjointe : Kim Young Hae - trésorier : Stefano Montes |

| 1998-2001 (élu à Sienne) - président : Paolo Fabbri - vice-présidents : Eduardo Peñuela Cañizal, Marie Carani, Michel Costantini, Ana Claudia Mei Alves de Oliveira, Göran Sonesson, Oscar Steimberg - secrétaire général : Manar Hammad - secrétaire adjointe : Kim Young Hae - déléguée aux finances : Martine Joly |

| 2001-2004 (élu à Québec) - président : Jean-Marie Klinkenberg - vice-présidents : Eduardo Peñuela Cañizal, Marie Carani, José Luis Caivano, Julieta Haidar, François Jost, Pascal Sanson - secrétaire exécutif : Göran Sonesson - trésorier : Michel Costantini |

| 2004-2007 (élu à Lyon) - président : Jean-Marie Klinkenberg - vice-présidents : Eduardo Peñuela Cañizal, Marie Carani, José Luis Caivano, Pascal Sanson, Alfredo Cid Jurado - secrétaire général : Göran Sonesson - trésorier : Michel Costantini |

| 2007-2010 (élu à Istanbul) - président : Jean-Marie Klinkenberg - vice-présidents : José Luis Caivano, Eduardo Peñuela Cañizal, Pascal Sanson, Alfredo Cid Jurado, Nükhet Güz, Rocco Mangieri - secrétaire général : Göran Sonesson - trésorier : Michel Costantini |

| 2010-2012 (élu à Venise) - président : Jean-Marie Klinkenberg - vice-présidents : José Luis Caivano, Eduardo Peñuela Cañizal, Alfredo Cid Jurado, Nükhet Güz, Rocco Mangieri, Isabel Marcos, Tiziana Migliore - secrétaire général : Göran Sonesson - trésorier : Michel Costantini |

| 2012-2015 (élu à Buenos Aires) - président : José Luis Caivano - vice-présidents : Alfredo Cid Jurado, Maria Giulia Dondero, Rengin Kucukerdogan, Eduardo Peñuela Cañizal, Rocco Mangieri, Isabel Marcos, Tiziana Migliore - secrétaire général : Göran Sonesson - trésorière : Lynn Bannon |

| 2015-2018 (élu à Liège) - président : Göran Sonesson - vice-présidents : Alfredo Cid Jurado, Rengin Kucukerdogan, Rocco Mangieri, Isabel Marcos, Tiziana Migliore, Anne Beyaert-Geslin, Elizabeth Harkot-de-la-Taille - secrétaire général : Maria Giulia Dondero - trésorier : Everardo Reyes |

## Publications
Au début, l’AISV a utilisé la revue EIDOS, créée auparavant par le groupe ayant le même nom (Université François-Rabelais, Tours), comme son organe officiel. Cependant, en 1996, l’association a commencé à publier sa revue officielle, Visio, avec l’appui financier et logistique du CRSHC ainsi que du CÉLAT de la Faculté des lettres de l’Université Laval, à Québec. 
VISIO publie 4 numéros thématiques par année qui sont placés sous la direction de rédacteurs invités, et accepte des articles rédigés dans 3 langues officielles: en français, en anglais et parfois en espagnol. Fernande Saint-Martin, de l’UQAM, en est la Directrice générale, et Marie Carani, de l’Université Laval, la Directrice et Rédactrice en chef. Le comité de patronage est composé de Hubert Damisch, Umberto Eco et Boris Uspenskij. Dans le Comité de rédaction on trouve aussi Michel Costantini, de l’Université Paris 8, Jacques Fontanille, de l’Université de Limoges, Jean-Marie Klinkenberg, de l’Université de Liège, Donald Preziosi, de UCLA, Göran Sonesson, de l’Université de Lund, ainsi que José Luis Caivano, de l’Université de Buenos Aires. Les membres du Comité de rédaction sont assistés par un Conseil scientifique international composé de plus de 70 spécialistes de la sémiotique générale et visuelle qui sont répartis à travers le monde. 
L'Association publie également une collection d'ouvrages, sous le titre de "Bibliothèque Visio".